# ルイ・ジュリアン

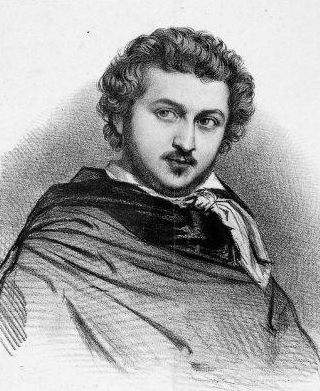
ルイ・アントワーヌ・ジュリアン

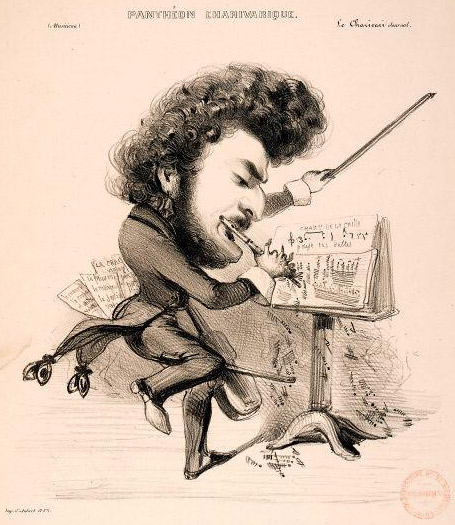
ベンジャミン・ロボー(Benjamin Roubaud)によるジュリアンを描いた風刺画

ルイ・アントワーヌ・ジュリアン（Louis Antoine Jullien、1812年4月23日 - 1860年3月14日）は、フランスの指揮者、軽音楽の作曲家。
ジュリアンは、南仏アルプ＝ド＝オート＝プロヴァンス県シストロンで生まれ、Louis George Maurice Adolphe Roche Albert Abel Antonio Alexandre Noë Jean Lucien Daniel Eugène Joseph-le-brun Joseph-Barême Thomas Thomas Thomas-Thomas Pierre Arbon Pierre-Maurel Barthélemi Artus Alphonse Bertrand Dieudonné Emanuel Josué Vincent Luc Michel Jules-de-la-plane Jules-Bazin Julio César Jullien という長い名を付けられた。この、36語もある名は、シストロンの交響楽団員たちが付けたものだとされている。ジュリアンは、長じてパリ音楽院（音楽・演劇学校）に学んだ。ジュリアンはもともと音楽の中でも軽音楽的な形式のものを好んでいたこともあって、学校での席次は低く、パリのカフェ「ジャルダン・テュルク」（「トルコの庭」の意）の楽隊を指揮したことからパリを追われ、借金の取り立てを逃れるためにロンドンに移り、そこで優れたオーケストラを編成して、プロムナード・コンサートを確立した。その後は、オーケストラを引き連れてスコットランド、アイルランド、アメリカ合衆国を巡業して回った。イングランドの大衆的音楽の世界では、ジュリアンは長年にわたって親しまれた人物であり、その恰幅の良い風貌は、派手なウェストコート姿で、初期の『パンチ』誌にしばしば登場した。1852年には、コヴェント・ガーデンで、ドニゼッティ作のオペラ『ピエトロ・イル・グランデ (Pietro il grande)』の公演を行ったが、これは当時の大スターだったエンリコ・タンバリックを主役に据えたにもかかわらず、全くの失敗に終わり、多額の制作費をかけていたために、ジュリアンは経済的に破綻してしまった。1854年にはアメリカに渡っていたが、短期間ロンドンに戻った後、結局パリに舞い戻り、1859年には借金のために逮捕、投獄された。
ジュリアンは、最期はオー＝ド＝セーヌ県ヌイイ＝シュル＝セーヌの施設で亡くなった。しかし、ロンドンでは死後20年が経っても忘れられておらず、W・S・ギルバートは、1881年のオペラ『Patience』のリブレット（台本）の中で「高名なる音楽家ジュリアン (Jullien, the eminent musico)」という語句を歌詞に入れている。